# Tatsuma Itō
Tatsuma Ito (Mie, 18 de mayo de 1988) es un tenista profesional japonés. 
Su mejor ranking individual es el Nº 60 alcanzado el 22 de octubre de 2012, mientras que en dobles logró la posición 312 el 9 de junio de 2014.
Ha logrado hasta el momento 6 títulos de la categoría ATP Challenger Tour, todos ellos en la modalidad de individuales, repitiendo título en Toyota, Kioto, Busan, Recife y Brasilia.

## Carrera
Comenzó a jugar a los nueve años y se convirtió en finalista en un torneo nacional a los 12 años. Se trasladó a Tokio en 2008 para entrenar en el recién terminado Centro Nacional de Entrenamiento en Kita sala con Go Soeda.
En 2007 ganó su primer título future tanto en individuales como en dobles en el Japón F11. Alcanzó otras tres semifinales futures.
En 2008 debutó en el cuadro principal de un torneo ATP en el Torneo de Tokio y perdió ante Bobby Reynolds.
En 2009 obtiene su primera victoria de nivel ATP en su carrera en Uzbekistán. Alcanzó primera final en el Challenger de Toyota. Este año obtuvo 1 título de futuros y 3 finales.
En 2010 ganó los títulos Challenger de Brasilia y Challenger de Toyota.
En 2011 ganó su primer partido de un torneo ATP en el Torneo de Atlanta. Repite título en Toyota.  También ganó el Challenger de Recife y llegó a la final del Challenger de Busan.
En 2012 ya era el tenista nº 3 de Japón,(detrás de Kei Nishikori y Go Soeda. Este año obtiene sus mejores resultados. Llegó a cuartos de final del Torneo de 's-Hertogenbosch en junio (perdiendo ante Benoît Paire) y bajo techo en el Torneo de Moscú (cayó derrotado ante Andreas Seppi) en octubre. En Tokio, derrotó al clasificado nº 12 Nicolás Almagro en 2 sets. Al principio de la temporada, ganó títulos Challenger en su propio suelo en el Challenger de Kioto derrotando a Malek Jaziri en la final y más tarde el Challenger de Busan, en Corea del Sur derrotando en la final al australiano John Millman. También fue finalista en el Challenger de Kaohsiung perdiendo la final ante su compatriota Go Soeda. Consiguió una marca de 26-9 (partidos ganados vs perdidos).  En los Grand Slam, llegó a segunda ronda en el Australian Open venciendo a Potito Starace, y perdiendo ante Nicolas Mahut y perdió en primera ronda en los tres restantes.

### Copa Davis
Desde el año 2009 es participante del Equipo de Copa Davis de Japón. Tiene en esta competición un récord total de partidos ganados/perdidos de 8/11 (7/6 en individuales y 1/5 en dobles).

## Títulos
| Leyenda                        | Individuales | Dobles |
| ------------------------------ | ------------ | ------ |
| Grand Slam (tenis)\|Grand Slam | 0            | 0      |
| ATP World Tour Finals          | 0            | 0      |
| ATP World Tour Masters 1000    | 0            | 0      |
| ATP World Tour 500 Series      | 0            | 0      |
| ATP World Tour 250 Series      | 0            | 0      |
| ATP Challenger Series          | 6            | 0      |

### Individuales
| N.º | Fecha      | Torneo                   | Superficie | Oponentes en la final | Resultado        |
| --- | ---------- | ------------------------ | ---------- | --------------------- | ---------------- |
| 1.  | 14.08.2010 | Challenger de Brasilia   | dura       | Izak van der Merwe    | 6–4, 6–4         |
| 2.  | 28.11.2010 | Challenger de Toyota (1) | dura       | Yuichi Sugita         | 6–4, 6–2         |
| 3.  | 04.04.2011 | Challenger de Recife     | Dura       | Tiago Fernandes       | w/o              |
| 4.  | 27.11.2011 | Challenger de Toyota (2) | Dura       | Sebastian Rieschick   | 6–4, 6–2         |
| 5.  | 11.03.2012 | Challenger de Kioto      | Dura       | Malek Jaziri          | 6–7(5), 6–1, 6–2 |
| 6.  | 13.05.2012 | Challenger de Busan      | Dura       | John Millman          | 6–4, 6–3         |